# Estádio Letzigrund
O Letzigrund é um estádio localizado na cidade de Zurique, na Suíça.
Inaugurado em 22 de Fevereiro de 1925, pertence ao município e é utilizado principalmente pelo clube de futebol FC Zürich e temporariamente pelo Grasshopper Club, enquanto constrói seu próprio estádio.
Passou por várias reformas desde sua inaguração: 1947, 1958, 1973 (quando foi instalado o sistema de iluminação) e 1984.
Em Janeiro de 2005 foi escolhido como uma das sedes do Campeonato Europeu de Futebol de 2008. O estádio foi reconstruido e inaugurado em 30 de Agosto de 2007, com 26.500 lugares (para a Eurocopa serão 30.000 lugares).
É sede do Weltklasse Zürich, uma das provas que compõe a Golden League da Associação Internacional de Federações de Atletismo.
Ficou internacionalmente conhecido por ser palco da gravação do DVD The Crush Tour da turnê do álbum Crush da banda norte-americana Bon Jovi em 2000.

## Links
- Site Oficial
- Google Maps - Foto por Satélite